# WinneToons
WinneToons ist eine 26-teilige deutsche Zeichentrickserie, die lose auf Figuren aus dem Roman Winnetou 1. Teil von Karl May aufbaut. Die Pilotfolge lief am 30. März 2002 im Ersten, ab dem 24. April wurde die Serie im KiKA fortgesetzt. Der Pilotfilm erschien bei Universal auf DVD. 2009 gab es eine Kinoadaption mit dem Titel WinneToons – Die Legende vom Schatz im Silbersee.

## Inhalt
Die einzelnen abgeschlossenen Episoden schildern kindgerechte Abenteuergeschichten, ohne explizite Gewaltdarstellungen oder blutige Szenen, aus der Zeit der Charaktere Winnetou und Old Shatterhand zwischen ihrer Blutsbrüderschaft und der Ermordung von Winnetous Vater Intschu tschuna und seiner Schwester Nscho-tschi. Alle Geschichten sind frei erfunden und kommen im Original-Roman nicht vor. Viele weitere Personen aus dem Karl-May-Universum begleiten sie bei ihren Abenteuern, wie der Hobble-Frank, die Tante Droll und auch Sam Hawkens.
Da die Serie auch international vermarktet wird, erhielt sie auf der DVD und dem Soundtrack den Untertitel „The World of Karl May“.
Obwohl die Serie in den USA geschrieben und von Zeichnern in China erstellt wurde, sind doch für den internationalen Markt einige Zugeständnisse an den japanischen Anime-Stil in der Serie eingebaut worden. So wird Nscho-tschi von zwei Tieren begleitet, von Fastfood, einem Kojoten und von Misty, einem Stinktier.
Kuriosum: Old Shatterhand trägt, wie in den Karl-May-Filmen (da dargestellt von Lex Barker), auch in dieser Serie keinen Cowboy-Hut.